# Putoniessiella sagitta
Putoniessiella sagitta är en insektsart som beskrevs av Evans 1969. Putoniessiella sagitta ingår i släktet Putoniessiella och familjen dvärgstritar. Inga underarter finns listade i Catalogue of Life.